# Ronnie Peterson
Bengt Ronnie Peterson (født 14. februar 1944 i Örebro, død 11. september 1978 i Milano) var en svensk racerkører, der i 1970'erne to gange endte på en samlet andenplads om verdensmesterskabet i Formel 1.

## Karriere
Han startede sin Formel 1-karriere ved Monacos Grand Prix i 1970. Året efter endte han på en samlet andenplads, uden at have vundet et eneste løb. Første Grand Prix-sejr fik Peterson 1. juli 1973, da han på Circuit Paul Ricard vandt Frankrigs Grand Prix. 
Ronnie Peterson døde 11. september 1978 på et hospital i Milano, dagen efter at han var forulykket og bilen brudt i brand ved Italiens Grand Prix på Monza-banen.